# Короткевич, Дмитрий Андреевич
Дмитрий Андреевич Короткевич (16 октября 1904, д. Дроздово, Сенненский уезд, Могилёвская губерния — 26 декабря 1942, Минск, БССР) — белорусский подпольщик в годы ВОВ, начальник разведки Минского подпольного горкома КП(б)Б в 1941—1942 годах.

## Биография
Родился в 1904 году в деревне Дроздово Сенненского уезда (ныне Толочинский район, Витебская область, Республика Беларусь).
В 1926—1931 годах занимался партийной работой в Толочинском районе.
В 1931—1935 годах работал милиционером в Минске и Минской области. Был на хорошем счету у начальства, получал поощрения за отличную службу.
В 1935—1937 годах проходил обучение в Республиканской высшей школе пропагандистов ЦК КП(б)Б.
В 1937−1938 годах первый секретарь Заславского райкома КП(б)Б.
В 1938—1940 годах член ЦК КП(б) и начальник Главторга БССР.
В 1940 −1941 годах директор Минского промторга.
В августе 1941 года вступил в Минское подполье. В мае 1941 года вошёл в руководство Минского подпольного горкома КП(б)Б в должности начальника разведки. В октябре 1942 года арестован оккупационными немецкими войсками. После продолжительных пыток, казнён в начале 1943 года через повешение на стадионе «Динамо».
Посмертно награждён орденом Отечественной войны I степени.

## Память
Имя Д. А. Короткевича носит одна из улиц в Минске.